# العلاقات بين الاتحاد الأوروبي والصين
العلاقات بين الاتحاد الأوروبي وجمهورية الصين الشعبية، أو العلاقات الصينية الأوروبية، هي علاقات ثنائية تأسست عام 1975 بين جمهورية الصين الشعبية والجماعة الأوروبية. تهدف العلاقات بين الاتحاد الأوروبي والصين وفقًا للدائرة الأوروبية للشؤون الخارجية إلى التعاون في مجالات «السلام، والازدهار، والتنمية المستدامة والتبادلات بين الأفراد». يُعد الاتحاد الأوروبي أكبر شريك تجاري لجمهورية الصين الشعبية، وتُعد جمهورية الصين الشعبية وجمهورية الصين ثاني وخامس عشرة أكبر شريك تجاري للاتحاد الأوروبي بعد الولايات المتحدة؛ وذلك في الوقت الذي فرض فيه الاتحاد الأوروبي حظرًا على الأسلحة والعديد من إجراءات مكافحة الإغراق التجاري ضد جمهورية الصين الشعبية.
أعاد الاتحاد الأوروبي التأكيد على احترامه لسيادة الصين وسلامة أراضيها، وذلك في جدول الأعمال الاستراتيجي المشترك بين الاتحاد الأوروبي والصين لعام 2020 للتعاون في عام 2013؛ وأعادت جمهورية الصين الشعبية التأكيد على دعمها لللإندماج في الاتحاد الأوروبي. تُعقد قمة سنوية بين الاتحاد الأوروبي والصين كل عام لمناقشة العلاقات السياسية والاقتصادية بالإضافة إلى القضايا العالمية والإقليمية. أشار الاتحاد الأوروبي إلى الصين على أنها «خصم منهجي» اعتبارًا من مارس عام 2019.

## النزاعات

### النزاعات التجارية

#### الضغط الخارجي
صرّحت الولايات المتحدة، التي تفرض أيضًا حظر أسلحة على الصين، أن رفع الحظر سيخلق نقلًا للتكنولوجيا سيزيد من قدرات الجيش الصيني. أثرت الولايات المتحدة في استمرار حظر الاتحاد الأوروبي. تعتبر الولايات المتحدة الصين تهديدًا عسكريًا محتملاً، وضغطت على الاتحاد الأوروبي لإبقائها في مكانها. اقترح السفير الصيني في الاتحاد الأوروبي في عام 2011 أن «يتخذ الاتحاد الأوروبي قراراته بنفسه في المستقبل».
تعارض اليابان أيضًا أي محاولة لإزالة قيود الأسلحة عن الصين. تشير الحكومة اليابانية، ولاسيما أعضاء مجلس الوزراء من الجناح اليميني، إلى أن أي خطوة من هذا القبيل ستقلب توازن القوى في جنوب شرق آسيا بقوة لصالح الصين على حساب اليابان. وصفت الصين موقف اليابان بأنه استفزازي. صرحت اليابان أن اقتراح الاتحاد الأوروبي برفع الحظر في عام 2010 كان خطأ أثار قلق اليابانيين.

#### تجارة أخرى
اشترت الصين الكثير من أسلحتها من روسيا مع استمرار الحظر، ولجأت إلى إسرائيل للحصول على طائرات مراقبة في عام 2007، ولكن إسرائيل رفضت هذه الصفقة تحت ضغوط من الولايات المتحدة. أشارت برقية أمريكية مسربة إلى بيع الاتحاد الأوروبي 400 مليون يورو من «الصادرات الدفاعية» إلى الصين في عام 2003 على الرغم من الحظر؛ وذكرت لاحقًا مبيعات أخرى مؤكدة من الغواصات العسكرية وتكنولوجيا الرادار.

### الهجمات الإلكترونية الصينية
استدعت رئيسة المفوضية الأوروبية أورسولا فون دير لاين جمهورية الصين الشعبية في 22 يونيو عام 2020، وسط جائحة فيروس كورونا المستجد المستمرة، بزعم شنها هجمات إلكترونية ضد مستشفيات ومؤسسات الرعاية الصحية في الاتحاد الأوروبي.

### أزمة فيروس كورونا 2019-20
اشترت بعض دول الاتحاد الأوروبي خلال جائحة فيروس كورونا معدات طبية من ضمنها معدات الحماية الشخصية ولوازم الاختبار من الصين، والتي تبين وجود أعطال في بعض منها. كتبت مجموعة من 10 أعضاء في البرلمان الأوروبي إلى رئيسة المجلس الأوروبي أورسولا فون دير لاين والممثل السامي للاتحاد الأوروبي جوزيب بوريل في 21 أبريل عام 2020 طلب اتخاذ إجراءات ضد الصين؛ وذلك بسبب المعدات الطبية المعيبة بالإضافة إلى فشل الصين في البداية في الكشف عن معلومات حول فيروس كورونا. دعمت رئيسة المفوضية الأوروبية التحقيق في أصل الفيروس في 1 مايو عام 2020. دعم تحالف من 62 دولة بحلول 17 مايو عام 2020 ضغطًا أستراليًا وأوروبيًا مشتركًا من أجل تحقيق مستقل في تفشي جائحة فيروس كورونا المستجد.